# Brooks Lennon
Brooks Howard Lennon (ur. 22 września 1997 w Paradise Valley) – amerykański piłkarz pochodzenia irlandzkiego występujący na pozycji prawego obrońcy lub prawego pomocnika, reprezentant Stanów Zjednoczonych, od 2020 roku zawodnik Atlanty United.
Ze względu na pochodzenie dziadka posiada również obywatelstwo irlandzkie.